# Paul Favier
Paul Favier, né le 11 octobre 1905 dans le 10e arrondissement de Paris et mort le 7 novembre 1984 à Dourdan, est un journaliste, militant de la SFIO et homme politique français.

## Biographie
Militant des jeunesses socialistes à partir de 1929, il en devient le secrétaire administratif fédéral pour le département de la Seine. Il fait une intervention au congrès fédéral du 27 octobre 1929, avec Pierre Lamarque. Il devient délégué à l'international et secrétaire de la commission nationale de la propagande. Il devient en avril 1930 secrétaire général des Jeunesses socialistes de la Seine, fonction dont il démissionne fin 1931 ou début 1932, tout en restant membre du comité fédéral mixte (CFM) de la Seine et responsable du bulletin des JS. Il est également membre du Comité national mixte (CNM) des JS en 1930, présent à la séance du 15 janvier, faisant partie des « membres les plus actifs pour les réunions de propagande » et contribuant à l'organisation en août 1931 d'une semaine d'études du mouvement dans le département de la Seine avec Mireille Osmin et René Dumon, secrétaire des JS. En 1931 également, il est délégué à l'Internationale des Jeunesses socialistes (IJI) et fait, en 1932, un rapport intitulé « Rapport sur l'Internationale » à la conférence nationale du mouvement. Devenu secrétaire de la commission de propagande du CNM du mouvement en 1932, il en rédige le rapport destiné à la conférence nationale du mouvement de 1933 ainsi qu'un rapport sur sa délégation au congrès des JS de Prague (1932). Il n'a plus de fonctions officielles dans le mouvement à partir de 1933.
D'abord proche du courant « Bataille socialiste », dont il est membre du comité d'édition en 1933, il est, de 1931 à 1934, directeur de Révolte, revue d'éducation et d'action socialistes qui publie une vingtaine de numéros (février 1931 - août/septembre 1934), qu'il a fondée avec Jacques Grumbach, et se rapproche du « centre » du parti socialiste SFIO et du courant animé par Paul Faure, secrétaire général de la SFIO. 
Membre du conseil d'administration du mensuel Le Populaire dès 1936, il siège à partir de 1932 à la commission administrative permanente (CAP) de la SFIO. Il milite à Champs-sur-Marne où il est candidat malheureux de la SFIO aux élections législatives du 1er mai 1932, avril 1936, puis aux élections cantonales de 1937, dans le canton de Lagny-sur-Marne. Jusqu'en 1939, il défend la ligne pacifiste prônée par Paul Faure, dont il signe la motion lors du congrès national de Nantes (27-30 mai 1939). Il devient de plus en plus anti-communiste et se prononce notamment en faveur de l'interdiction de l'adhésion des militants socialistes aux organisations antifascistes proches du parti communiste. En 1939, il soutient la possibilité de participation socialiste au gouvernement Daladier et semble favorable à des négociations avec l'Allemagne. Il est mobilisé en 1940.
Il est élu maire de Champs-sur-Marne le 19 mai 1935. Révoqué par le régime de Vichy en mars 1941, il est rétabli dans ses fonctions lors de la séance du conseil municipal du 17 octobre 1944.
Il semble avoir participé à la résistance socialiste. Membre du comité directeur de la SFIO reconstituée en 1944, il est désigné comme administrateur du Populaire, fonction qu'il exerce jusqu'en 1946. Lors des combats pour la libération de Paris, le 20 août 1944, il prend possession, avec son camarade socialiste et résistant Daniel Mayer, du local qui a été attribué au Populaire par un administrateur provisoire désigné par le ministère de l'information : l'immeuble du journal collaborationniste Le Matin.
Au 37e congrès national de la SFIO  – le premier congrès socialiste d'après-guerre – tenu du 11 au 15 août 1945 à Paris par un parti reconstitué dans le cadre de la Résistance, Paul Favier est nommé à la direction du parti en tant qu'administrateur du Populaire. L'année suivante, lors du 38e congrès national qui se tient à Paris les 29, 30, 31 août et 1er septembre 1946, il fait partie de la direction sortante, menée par Daniel Mayer, qui est mise en minorité et voit son rapport rejeté : c'est l'opposition, menée par Guy Mollet, qui l'emporte.
Il perd son mandat de maire aux élections de mai 1945. Il quitte la SFIO, est candidat républicain socialiste dans le Cher en 1956 et vice-président d'un comité national des indépendants de gauche, des républicains socialistes et des socialistes indépendants en 1956. On perd sa trace après cette date.

## Postérité
- Une rue à son nom existe à Champs-sur-Marne[8],[9].